# Forțele armate ale Federației Ruse
Forțele armate ale Federației Ruse (rusă Вооружённые силы Российской Федерации) este organizația militară de stat a Federației Ruse, care conform poziției oficiale a Federației, este concepută pentru a răspunde la orice agresiune împotriva Federației Ruse, pentru apărarea armată a integrității și inviolabilității teritoriului său și pentru a efectua diferite sarcini în conformitate cu tratatele internaționale ale Rusiei. 
Forțele armate ruse au fost create la 7 mai 1992, în acel moment existând aproximativ 2,8 milioane de militari, fiind una dintre cele mai mari forțe armate ale lumii. Numărul de oameni este stabilit prin Decretul Președintelui Federației Ruse de la 1 ianuarie 2008, acest decret stabilește un personal total de 2.019.629 de oameni, din care 1.134.800 de soldați. Forțele armate ruse se disting prin cel mai mare stoc din lume de arme de distrugere în masă, inclusiv nucleare și un sistem bine dezvoltat de mijloace de transport.

## Componență
Este formată din Forțele Terestre ale Federației Ruse (Сухопутные войска Российской Федерации), Forțele Aeriene ale Federației Ruse (Военно воздушные силы Российской Федерации), Marina Militară Rusă (Военно Морской Флот Российской Федерации), precum și din trupe aeropurtate (Возду́шно-деса́нтные войска́ - ВДВ), Forțele Aerospațiale de Apărare ale Federației Ruse (Войска воздушно-космической обороны - ВВКО) și Forțele de Rachete Strategice (Ракетные войска стратегического назначения РВСН).

### Forțele terestre
Forțele terestre sunt cele mai numeroase. Acestea sunt destinate să efectueze ofensiva pentru a învinge inamicul, pentru a prelua și păstra teritoriile sale, regiuni și granițe, să respingă invazii ale inamicului. Forțele terestre ruse, la rândul său, includ diferite tipuri de trupe: 
- trupe motorizate de infanterie (cele mai numeroase trupe la sol).
- forțele de tancuri (principala forță de lovire a armatei, foarte manevrabilă, mobilă și rezistentă la arme nucleare; formată din unități de tancuri, infanterie mecanizată, rachete, artilerie și alte unități).
- trupe de rachete și artilerie înarmate cu artilerie și rachete convenționale; formate din unități de obuziere, tunuri, rachete, artilerie antitanc, mortiere, unități de recunoaștere, de control și de securitate.
- forțele terestre de apărare aeriană - un fel de forțe terestre concepute pentru a proteja forțele terestre de atacurile aeriene ale inamicului. Acestea folosesc rachete antiaeriene mobile, portabile și remorcate, precum și sisteme de tunuri antiaeriene.
- forțele speciale și servicii - concepute pentru a efectua operațiuni extrem de specializate pentru susținerea în luptă și a operațiunilor de zi cu zi ale forțelor armate. Sunt formate din trupe de protecție împotriva radiațiilor, chimice și biologice, corpul de ingineri, unități de cale ferată, unități de automobile, etc.

Comandant al Forțelor Terestre este general-colonelul Vladimir Cirkin, șeful Statului Major, general-locotenentul Serghei Skokov.

## Structura de comandă

### Comandantul Suprem
Comandantul Suprem al Forțelor Armate este președintele în funcție al Rusiei, Vladimir Putin. În caz de agresiune împotriva Rusiei sau a amenințării imediate a acestei agresiunii, acesta decretează impunerea legii marțiale pe teritoriul Rusiei sau în anumite regiuni în scopul de a crea condiții de apărare sau de a împiedica agresiunea, notificând totodată și imediat Consiliul de Securitate al Federației Ruse și Duma de Stat pentru a aproba relevanța decretului.
Pentru a rezolva problema posibilei intervenții a Forțelor Armate ale Rusiei în afara teritoriului Rusiei este emis un decret în cadrul Consiliului Federației. Pe timp de pace, președintele este responsabil în general cu orientarea politică generală a forțelor armate, iar în timp de război ia conducerea apărării statului și a forțelor sale armate pentru respingerea agresiunii.
Președintele Rusiei constituie, de asemenea, și conducerea Consiliului de Securitate al Federației Ruse, acesta aprobă doctrina militară a Rusiei, numește și eliberează din comanda supremă a Forțelor Armate ale Rusiei. Președintele, în calitate de comandant suprem, concepe și planuri pentru construirea Forțelor Armate, un plan de mobilizare a Forțelor Armate, planurile de mobilizare a economiei pentru efortul de război, un plan de apărare civilă și alte acte în domeniul construcției militare. Șeful statului susține, de asemenea, reglementări referitoare la armament, la prevederile Ministerului Apărării și a Marelui Stat Major. Președintele emite anual un decret cu privire la recrutările din cadrul serviciului militar, la transferul unor anumite persoane mai în vârstă care au servit în cadrul forțelor armate și semnează acorduri internaționale de apărare comună și de cooperare militară.

### Ministerul Apărării
Ministerul Apărării este organul de conducere al forțelor armate ale Rusiei. 
Ministrul Apărării în funcție este Serghei Șoigu.
Codul de pe plăcuțele de înmatriculare ale vehiculelor Ministerul Apărării al Federației Ruse este 35. În 2012, personalul civil de la sediul central era de 2629 de persoane.

## Structura Forțelor Armate
Forțele armate sunt împărțite geografic în 4 districte militare:

Diviziune militar-administrativ al Federației Ruse

- Districtul Militar de Vest — cu sediul în Sankt Petersburg;
- Districtul Militar de Sud — sediul central în Rostov-pe-Don;
- Districtul Militar Central — cu sediul în Ekaterinburg
- Districtul Militar de Est — cu sediul în Habarovsk.

## Dispute și probleme legale
Încă din momentul creației acestei forțe armate republicane, există unități comasate în afara granițelor țării, în mai multe din celelalte state ale CSI, îndeosebi în entități autoproclamate precum Abhazia, Osetia de Sud sau Transnistria, cu așa-zisa misiune de protejare a intereselor comunităților ruse din afara granițelor Federației.
Rusia refuză să-și retragă armata din Transnistria, în ciuda insistențelor Chișinăului în acest sens.

## Vezi și
- Spețnaz